# Josefin Nilsson
Pour les articles homonymes, voir Nilsson.
Monica Emma Josefin Nilsson, née le 22 mars 1969 à När et morte le 29 février 2016, est une chanteuse et actrice suédoise.

## Biographie
Originaire de Närs, dans l'île de Gotland, elle est la fille d'un artiste de revue, Allan Nilsson. Elle a fonde le groupe Ainbusk  avec sa sœur Marie Nilsson  (née le 13 décembre 1961 et décédée le 04 janvier 2024) et deux amies Annelie Roswall, Birgitta ”Bittis” Jakobsson. Elles sont remarquées par Benny Andersson, il leur écrit deux titres Lassie et Älska Mig qui rencontrent le succès en Suède, elles sortent leur premier EP en 1990.
En 1992, elle obtient le Ulla Billquist-stipendiet, une récompense qui encourage les jeunes artistes. L'année suivante, son premier album solo est écrit et produit par Björn Ulvaeus et Benny Andersson du groupe ABBA, et se classe à la quatorzième place des ventes suédoises. Elle joue le rôle de Svetlana dans la version suédoise de Chess  en 2002  et obtient le Gotland Kommuns Kulturpris avec son quartet en 2003. Elle participe au Melodifestivalen (sélections suédoises pour l'Eurovision) en solo en 2005 et avec Ainbusk en 2008. Elle fait des tournées et sort plusieurs albums avec son groupe de 1993 à 2008, on la remarque également dans quelques films mais elle doit faire une pause en raison de problèmes de santé.
En 2015, Benny Andersson écrit un nouveau titre qu'elle enregistre avec Marie Nilsson mais il ne sortira en version numérique que quatre ans plus tard. La même année, elle donne un nouveau spectacle, Systrarna Sisters, dans l'île de Gotland, avec sa sœur Marie Nilsson pour lequel Benny Andersson  a écrit quatre nouveaux titres. Le succès est au rendez vous et les deux sœurs reçoivent un prix, le  Gösta Lyttkens musikstipendium, le spectacle doit aussi être donné à Stockholm mais Josefin Nilsson décède peu après avoir subi une opération de la hanche.
En 2019, un documentaire retraçant la vie de la chanteuse est diffusé sur Sveriges Television et révèle les violences physiques et psychologiques qu'elle a subies de la part de son ex-compagnon Örjan Ramberg (en) (ils vivent ensemble de 1994 à 1997), ces dernières étant la cause principale de son état de santé. Le documentaire relance le débat sur les violences contre les femmes en Suède,. En août 2019, Marie Nilsson Lind révèle que la chanteuse s'est suicidée et annonce qu'elle écrit une biographie sur Josefin Nilsson qui comprendra des extraits du journal de cette dernière et verra le jour en février 2020 en même temps qu'un album rassemblant ses succès et des titres inédits.
En novembre 2019, l'agence Klara K lui décerne un prix à titre posthume, pour avoir ouvert les yeux de la nation au sujet de la violence faite aux femmes. Sa sœur Marie Nilsson Lind vient chercher ce prix à l'Oscarsteatern de Stockholm. En janvier 2020, Marie Nilsson Lind est élue Gotlandaise de l'année par le quotidien Hela Gotland pour avoir été le porte-parole de sa sœur. Deux concerts en hommage à Josefin Nilsson sont organsisés en mars 2020 avec la participation des membres du groupe Ainbusk. Le premier a lieu le 2 mars 2020 à Stockholm avec le concours de Benny Andersson, le second le 8 mars 2020 à Visby dans le Gotland à l'occasion de la journée internationale des femmes. Le CD Josefin atteint la cinquième place des ventes en Suède tandis que la biographie Josas bok est un bestseller.

## Discographie

### Avec Ainbusk
- 1993 : Från När till fjärran (live)
- 1998 : Ainbusk
- 2000 : Stolt
- 2001 : Skynda att älska
- 2002 : I midvintertid: En jul på Gotland
- 2005 : En samling (Compilation rééditée en 2008)

### Albums solo
- 1993 : Shapes
- 2020 : Josefin

### Singles
- 1993 : Heaven and Hell
- 1993 : High Hopes and Heartaches
- 1993 : Where the Whales Have Ceased to Sing
- 1993 : Surprise, Surprise
- 1995 : Alltid Inom Mig avec Totta Näslund
- 2005 : Med hjärtas egna ord
- 2008 : Jag saknar dig ibland avec le groupe Ainbusk
- 2019 :  Hej och hå, kan du älska mej ändå avec Systrarna Sisters

## Filmographie
- 1996 : Juloratoriet (d'après le roman de Göran Tunström l'Oratorio de Noël)
- 1997 : Adam & Eva
- 2000 : Det blir aldrig som man tänkt sig
- 2002 : Chess på svenska